# Лепидоптеризм
Лепидоптеризм (англ. lepidopterism) — энтомоз, обусловленный раздражением кожи после контакта с волосками тела бабочек либо гусениц некоторых видов. Представляет собой частный вид аллергического контактного дерматита. Для формы, проявляющейся при контакте с гусеницами может использоваться название дерматит гусеничный (dermatitis ab erucis).

## Этиология
Возбудители — бабочки и гусеницы некоторых видов.

## Симптоматика
Лепидоптеризм является клиническим синдромом, который характеризуется местными кожными и общими токсико-аллергическими реакциями при контакте с чешуекрылыми и их гусеницами. Основным клиническим
проявлением синдрома является дерматит с образованием эритемы (покраснения) и появлением зуда, появлением мелких папул и везикул. Также может отмечаться геморрагическая сыпь и в крайне редких случаях - некротизация участков кожных покровов. Симптомы дерматита наиболее выражены в области шеи, верхних конечностей и живота. Зуд и покраснение усиливаются при расчесах, из-за выделения гистамина. У некоторых больных также отмечаются уртикарные высыпания и отёки, чаще всего - верхних конечностей.

## Патогенез
Некоторые гусеницы среди волос имеют полые иглы, содержащие яд, который при попадании в организм человека может вызвать различные симптомы — от местного дерматита до генерализованных системных реакций.
Серьёзные страдания причиняют волоски гусениц, попавшие в глаз. Отмечены случаи попадания ядовитых волосков в пищеварительный тракт и дыхательные пути.
При контакте кожи человека с различными гусеницами может развиться гусеничный дерматит в результате воздействия веществ, выделяемых железистыми клетками гусеницы. Дерматит развивается через несколько минут после контакта (по ходу движения гусеницы на коже) в виде отечной уртикарной розовой полоски. При расчесах волосики могут быть перенесены на другие участки кожного покрова, где также возникают эритема и уртикарии.
Некоторые виды мохнатых гусениц могут привести к тяжелому поражению кожи и слизистой (так называемая «крапивница гусеницы»).
Представители отряда бабочек могут вызывать проявления дерматита по типу крапивницы. Реакция обычно протекает по замедленному типу. Аппликационные тесты с экстрактами тела гусениц, бабочек, нитей непарного шелкопряда регистрируются спустя 24-48 часов, а кожные пробы с аллергенами из тел гусениц в 88 % положительны через 0,5-12 часов.
Яд гусениц дубового шелкопряда Nethocampa processionea вызывает токсический дерматит. Встреча с колонной гусениц походного шелкопряда может закончиться для человека сильной аллергической реакцией — дерматитом, воспалениями глаз, глотки и дыхательных путей.
Гусеница Megalopyge opercularis в США вызывает своим ядом немедленно возникающую сильную боль, часто имеющая пульсирующую характер. Затем быстро появляются местный отёк и зуд, а также высыпания в виде красных пятен. Поражения представляют собой белые или красные папулы и пузырьки, часто образующие чёткий сетчатый рисунок в месте укуса. У больных может возникать беспокойство и испуг. Часто наблюдаются генерализованные симптомы с повышением температуры и мышечными судорогами. Описана шокоподобная симптоматика. Через несколько часов или дней может появиться местное шелушение кожи. Описаны случаи лимфаденопатии.
Ядовитые волоски гусениц впиваясь в кожу, вызывают сильный дерматит своеобразной формы; при вдыхании людьми могут повлечь за собой воспаление дыхательных путей. При попадании волосков в конъюнктиву глаза развивается острый конъюнктивит или односторонний конъюнктивит с образованием узелков (если с глазом соприкасается гусеница или заносятся руками или иным путём ядовитые волоски).

## Лечение
Лечение симптоматическое. При легких формах назначают антигистаминные препараты и местно — мази с глюкокортикоидами. В тяжелых случаях глюкокортикоиды применяют внутрь.
Вода и мыло могут усиливать симптоматику дерматита. Поэтому волоски с кожных покровов тела лучше смывать при помощи уксуса.
Прогноз благоприятный.